# Uzay-le-Venon
Uzay-le-Venon är en kommun i departementet Cher i regionen Centre-Val de Loire i de centrala delarna av Frankrike. Kommunen ligger  i kantonen Châteauneuf-sur-Cher som tillhör arrondissementet Saint-Amand-Montrond. År 2022 hade Uzay-le-Venon 410 invånare.

## Befolkningsutveckling
Antalet invånare i kommunen Uzay-le-Venon
Referens:INSEE